# František Pešta
František Pešta (3. březen 1905, Písek – 13. listopad 1982, Tábor) byl český amatérský astronom. Založil Podkarpatskou astronomickou společnost, působil na Lidové hvězdárně Tábor a založil hvězdárnu v Sezimově Ústí, která nese jeho jméno.

## Dětství a studia
František Pešta se narodil 3. března 1905 v Písku. Jako student čtvrtého ročníku píseckého gymnázia měl již přístup do profesorské knihovny. Během dalšího studia vodil od šestého ročníku své spolužáky místo profesora fyziky na pozorování noční oblohy. S pozdějším rektorem FAMU A.M. Brousilem pořádali přednášky a besedy po okolních vesnicích. Pešta si půjčoval astronomický dalekohled z píseckého gymnázia a pořádal večerní besedy při pozorování dalekohledem. Dalekohled měl dokonce zapůjčen v letech 1922–1924 na celé letní prázdniny, kdy se povídání pod hvězdnou oblohou protahovalo dlouho do noci.
Po maturitě v roce 1924 studoval Pešta jeden rok na Obchodní akademii v Praze. Během pobytu v Praze Pešta nezahálel a pravidelně docházel na večerní astronomické přednášky pořádané Československou astronomickou společností, jejímž členem byl již od roku 1922. Jak sám Pešta vzpomínal: „toho roku využil jsem plně k rozšíření svých hvězdářských vědomostí“.
Finanční situace Peštovi neumožnila vysokoškolské studium astronomie, o něž měl velký zájem. Následovala tak vojenská prezenční služba, která byla krátce předtím prodloužena ze 14 na 18 měsíců. Po návratu z vojenské služby v listopadu 1926 byl téměř rok bez práce.

## Podkarpatské živoření
František Pešta odešel na Podkarpatskou Rus v roce 1927. Nejprve pracoval jako účetní v účtárně zemského úřadu v Užhorodě. Zde se seznámil s guvernérem Podkarpatské Rusi Dr. Antonem Beskidem, velkým příznivcem astronomie. Dr. Beskid zapůjčil Peštovi sedmicentimetrový dalekohled a podpořil jeho snahu založit Podkarpatskou astronomickou společnost. Astronomie i zde zůstala jeho velkým koníčkem. V březnu 1928 založil ještě s několika nadšenci Podkarpatskou astronomickou společnost.
Po návratu z dovolené v Čechách se Pešta začátkem září 1930 dozvěděl, že bude ještě s několika dalšími mladými úředníky přeložen z Užhorodu do okresního města.
Jak tehdy psal Klepeštovi na Petřín, nebyl z toho vůbec nadšen a již v ten okamžik předpokládal problémy. „Když se člověk zařídí po hvězdářsku, tak zase, aby toho nechal a šel na ves, kde vůbec aby hvězdařinu pověsil na hřebíček a sebe také.“ Pešta se svěřil také se svým snem vrátit se do Čech, pokud možno co nejblíže k Praze, aby si mohl doplnit astronomické vzdělání. „Mám prostě smůlu. Místo abych byl osudem podporován, ... , jsem oddalován čím dále, tím více k orientu.“ Pešta pak v dopise vyslovil myšlenku o tom, zda by byl Klepešta s Nušlem ochoten napsat dopis zemskému prezidentu, s žádostí, aby nepodepisoval Peštovi dekret o jeho přeložení na okres. „Tak vidíte, to jsou věci s nimiž se musí člověk potýkat chce-li zůstat alespoň trochu mezi lidmi, nechci-li zapadnouti někde v rusínsko-maďarsko-rumunské vsi. (okresní města jsou trochu větší vesnice) Nejraději bych ovšem byl, kdyby se nám podařil ten plán, abyste mne dostali do Prahy a nebo aspoň někam blízko Prahy. To by byl nejšťastnější okamžik v mém životě.“
Již necelých čtrnáct dnů po žádosti Františka Pešty o intervenci obdržel Dr. Antonín Rozsypal, prezident země Podkarpatské, dopis s žádostí o jeho ponechání v Užhorodě: „Jednatel Podkarpatoruské astronomické společnosti v Užhorodě p. Fr. Pešta, účetní úředník zemského úřadu, příslušný do Ostrovce u Písku v Čechách nám oznámil, že bude přeložen na některý venkovský okresní úřad a vzdává se proto jednatelství zmíněné společnosti, ježto se nebude moci starati o společnost, kterou sám v roce 1928 založil. O společnost staral se sám s velkou péčí a věnoval propagaci astronomie v hlavním městě Užhorodě celý svůj zájem. O tom svědčí četné návštěvy pozorování Luny, planet a jiných nebeských těles, které pro obecenstvo pan Pešta v Užhorodě pořádá. V hlavním městě země Podkarpatoruské nebyl dosud nikdo, kdo by byl tak obětavě seznamoval obecenstvo s hvězdnou oblohou. Byla by proto škoda, aby užhorodské veřejnosti, ve které on vzbudil zájem o Vesmír, byla vzata možnost věnovati pozornost hvězdné obloze. Pan Pešta byl duší celého kroužku přátel astronomie v Užhorodě a bude-li přeložen na venkovský úřad, máme obavu, že se kroužek rozpadne. Proto dovolujeme si vás pane presidente země Podkarpatoruské uctivě požádati v zájmu Podkarpatoruské astronomické společnosti, aby její jednatel p. Fr. Pešta zůstal společnosti zachován, tím, že nebude přeložen na venkovský úřad. Děkujeme již předem za lask. příznivé vyřízení.“
Na základě zmíněného dopisu nedošlo k přeložení Fr. Pešty s ostatními úředníky do okresů. Ten pln nového nadšení vyhlásil na podzim roku 1930 nový cyklus astronomických přednášek, ale 25. listopad 1930 byl studenou sprchou. Pešta okamžitě psal do Prahy o svém přeložení do okresu Ťačovo, které mělo nastat již 1. prosince 1930.
Začátek roku 1931 byl poznamenán poslední snahou Františka Pešty o přeložení do Prahy nebo kamkoli do Čech. Oslovil poslance Zajíce a Agrární komoru s žádostí o přeložení do Prahy, později zkoušel i zemědělské muzeum v Praze a Odborovou jednotu zaměstnanců lesnictví a zemědělství. Opět zde byla snaha České astronomické společnosti pomoci Peštovi v návratu do Čech, poslala proto žádost na ministerstvo vnitra, obdobného znění jako byla žádost prezidentu země Podkarpatské. Za zmínku tak stojí závěr dopisu: „Proto dovoluje si podepsaná Lidová hvězdárna Štefánikova zdvořile požádati Presidium ministerstva vnitra, aby laskavě uvážilo výše zmíněné důvody a přeložilo p. Fr. Peštu do Prahy, čímž prokáže Lidové hvězdárně Štefánikově a tím i české astronomii neocenitelnou službu.“
V březnu 1931 se Pešta dozvěděl, že na Podkarpatské Rusi opravdu zůstane. České ministerstvo vnitra sice žádost předalo do Užhorodu, tam doputovala až k vrchnímu účetnímu řediteli, ten však, s odkazem na to, že nemá k dispozici odpovídající náhradu za Fr. Peštu, žádost zamítl. O vrchním účetním řediteli se Pešta v dopise, adresovaném Kadavému, vyjádřil jako o člověku s naprostým nepochopením pro astronomii, protože jinak by ho prý nepřeložil do té velké kotliny neustále naplněné mlhou. Pak už jen popsal naprostý nezájem o astronomii v okresní vesnici: „Věru skutečně škoda něco zde podnikat. Rozprodat otáčivou mapu? Nádherné pohlednice? Jo, kdyby to bylo víno nebo pivo, to by byla jiná řeč.“
Vrchní účetní ředitel v Užhorodě již měl zapracované nové pracovníky a tak bylo září 1931 ve znamení dalšího pokusu o přeložení do Prahy. Život v Ťačově byl spíše pro dobrodruhy, o čemž svědčí i úryvek z Peštova dopisu: „Vy tam v Čechách nedovedete si ani představiti jak je zde hlavně na venkovských městech (o vesnicích ani již nemluvím) ubíjen duševní život v jednotlivcích, kteří mají chuť k práci. Úředníci v Ťačově, kteří jsou zde již 3 až 6 let jsou úplně propadlí alkoholu a úplně rezignovaně přijímají další život.“
Pobyt na druhém konci země přerušila invaze maďarských vojsk na Slovensko a Ukrajinu v roce 1939. A tak po dvanácti letech působení na Podkarpatské Rusi byl Pešta evakuován Maďary zpět do Čech.

## Nová naděje v Táboře
Jeho novým působištěm se stal Tábor, o němž věděl, že se zde nachází první hvězdárna v jižních Čechách, otevřená již v roce 1935 na střeše kulturního domu. Její zakladatel profesor Štěpánek pozval Peštu ke spolupráci a po jeho odchodu do penze se Pešta stal vedoucím hvězdárny. Na táborské hvězdárně pracoval tady až do roku 1959, kdy vedení převzal středoškolský profesor.
V roce 1952 byl Pešta přijat za člena ČAS pro šíření vědecko-politických znalostí a později do vědecko-metodické rady ČAS při okresním výboru v Táboře pro obor přírodních věd – astronomii.
Za svého působení na hvězdárně v Táboře ji vybavil Pešta čtyřmi různými dalekohledy, na které zajistil finanční prostředky a také jejich dodání. Táborská lidová hvězdárna byla tehdy svojí prací známa na hvězdárnách a v astronomických kroužcích od Chebu až po Humenné.

## Působení v Sezimově Ústí
V lednu 1961 se Pešta stal členem astronomického kroužku v Sezimově Ústí. Přišel sem s nápadem výstavby nové hvězdárny, která by se soustředila především na popularizaci astronomie. Pešta si sezimoústecký kroužek zamiloval natolik, že v roce 1963 nepřijal nabídku táborského výboru, aby se vrátil zpět jako vedoucí na táborskou hvězdárnu.
František Pešta v jednom ze svých dopisů psal: „Pracuji a chci pracovat v Sezimově Ústí, tak aby jméno astronomického kroužku v Sezimově Ústí, který je již znám svou činností v astronomických kroužcích a na hvězdárnách od Chebu až po Humenné, bylo v brzké době vyměněno za název: Lidová hvězdárna v Sezimově Ústí.“
Hvězdárna Sezimovo Ústí byla díky Peštově úsilí otevřena v červnu 1965, v roce jeho šedesátých narozenin.
Nejprve v rámci kroužku, později na hvězdárně, pořádal Pešta pravidelné přednášky, školení členů kroužku, večerní pozorování, ale i mnohé autobusové zájezdy na významné české observatoře.
Kromě zmíněných astronomických aktivit nezapomínal Pešta ani na propagaci činnosti kroužku. Pravidelně přispíval svými články do místních novin a zpravodajů, ale využil například i návštěvu Českého rozhlasu v Kovosvitu.
Kromě popularizační a pozorovatelské činnosti se Pešta velmi zajímal o meteorický déšť u Strkova a Plané nad Lužnicí ze 3. července 1753. Materiály shromažďoval přes 2 roky, své výsledky publikoval v časopise Národního muzea.
Druhého návratu Halleyovy komety se František Pešta již nedočkal. V sobotu 13. listopadu 1982 dotlouklo srdce tohoto velkého astronoma naposledy. Členové astronomického kroužku v Sezimově Ústí: My, kteří jsme ho znali, v něm ztrácíme především dobrého člověka, celým srdcem oddaného popularizaci vědy. Všude kam vkročil, zanechal obrovský kus práce. Jen málokomu se podaří založit odbočku astronomické společnosti nebo prosadit stavbu hvězdárny. Odešel člověk, který se dokázal radovat z každého dílčího úspěchu svých kolegů. Ačkoli už není mezi námi, jeho dílo bude žít.

## Ocenění Peštovy práce
Peštova dlouholetá práce byla také několikrát oceněna.
- V roce 1967 udělil mimořádný sjezd astronomické společnosti u příležitosti 50. výročí jejího založení Františku Peštovi čestné uznání za vynikající odbornou a organizační práci v Československé astronomické společnosti.
- V roce 1971 udělil na návrh Poradního sboru pro hvězdárny při Ministerstvu kultury a Štefánikovi hvězdárny v Praze Františku Peštovi pamětní medaili Johannesa Keplera za zásluhy o astronomii, a to při příležitosti 400. Výročí narození Johannesa Keplera.
- V roce 1976 získal Pešta Pamětní medaili Mikuláše Koperníka za významnou popularizační činnost.
- V roce 1979 8. volební shromáždění ČAS konané ve Valašském Meziříčí zvolilo Františka Peštu čestným členem ČAS za velmi kladné hodnocení meteorické sekce jeho práce O Hromadném pádu meteorických kamenů dne 3. července 1753 v táborském okrese.